# يهود ضد الاحتلال

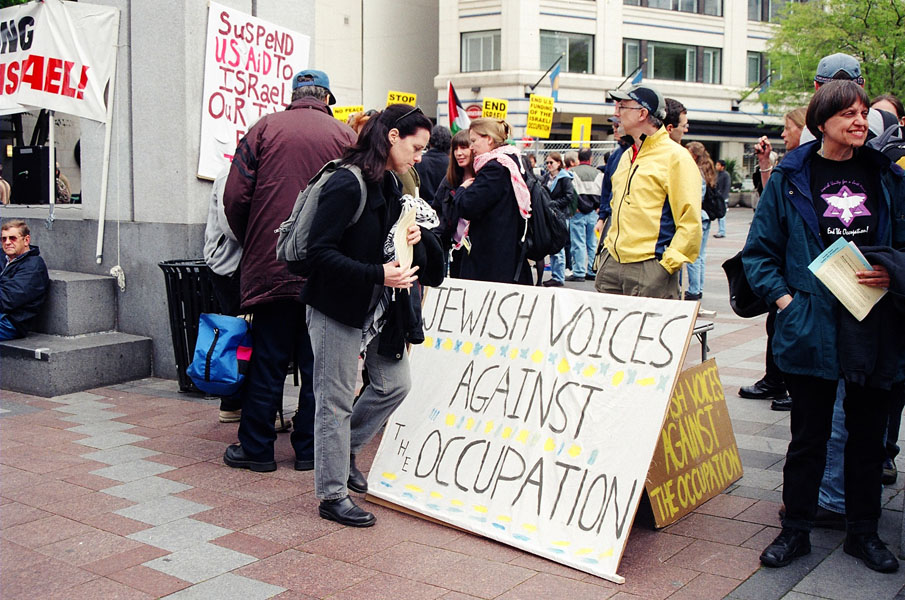
ناشطون من "يهود ضد الاحتلال" في تظاهرة في "ويستليك بارك" في سياتل (2002)

يهود ضد الاحتلال (بالإنكليزية Jews Against the Occupation) اختصارا "JATO". تصنف نفسها على أنها منظمة غير حكومية تمثل التقدميين والعلمانيين واليهود «المتدينيين» في منطقة مدينة نيويورك. وتدعو إلى «السلام من خلال العدل لفلسطين وإسرائيل». كما تدعو إلى إزالة الجدار العازل في الضفة الغربية والذي يصنف كجدار للفصل العنصري.
تقول المنظمة أنها تهدف لإبداء الاتحاد والتضامن مع الشعب الفلسطيني بغض النظر عن الاختلافات الدينية والعرقية أو الرؤى السياسية.
هناك ستة نقاط رئيسية يتكون منها برنامج المعارضة لدى «يهود ضد الاحتلال» وهي:
- الاستيطان الإسرائيلي للأراضي الفلسطينية.
- اعتداءات الجيش الإسرائيلي ووحشية الشرطة.
- دعم الولايات المتحدة لإسرائيل.
- الخنق الاقتصادي الإسرائيلي للاقتصاد الفلسطيني.
- عدم الاعتراف بحق الفلسطينيين المهجرين في ممتلكات أجدادهم.
- الرقابة على الخطابات السياسية المناهضة لإسرائيل بحجة الاتهام «بمعادة السامية».

وفقا لما ذكرته العضوة في «الجاتو» راشيل نيومان «...إن جزأ من إنشاء إسرائيل اعتمد على فكرة معاداة السامية، ذلك أن أوروبا والولايات المتحدة أرادتا حليفا يعتمد عليه من غير العرب في المنطقة الغنية بالنفط». حسب قولها.

## وصلات خارجية
- Jews Against the Occupation NYC
- Jews Against the Occupation Central Jersey